# 1519 no Brasil
Esta é uma cronologia dos fatos acontecimentos de ano 1519 no Brasil.

## Eventos
- Expedição de Cristóvão Jacques ao rio da Prata.
- 19 de dezembro - Fernão de Magalhães chega ao Rio de Janeiro.